# Jahrbuch der Hamburger Kunstsammlungen
Das Jahrbuch der Hamburger Kunstsammlungen (JHKS) war eine kunsthistorische Fachzeitschrift, die gemeinsam von der Hamburger Kunsthalle und dem Museum für Kunst und Gewerbe Hamburg herausgegeben wurde. Es erschien als Jahrbuch in den Jahren 1948 bis 1980 in 25 Bänden im Verlag Hauswedell & Co. in Hamburg. Während die ersten drei Jahrgänge zwischen 1948 und 1958 mit Verzögerungen publiziert wurden, kamen die nachfolgenden Jahrgänge ab Band 4 (1959) im regelmäßigen jährlichen Rhythmus heraus. Der letzte Band 25 aus dem Jahre 1980 enthält auf den Seiten 247 bis 261 ein von Wolfgang Eckhardt bearbeitetes Register zu den gesamten in der Zeitschrift publizierten Beiträgen.
Das Jahrbuch enthält sowohl Forschungen und Erwerbungsberichte zu Kunstwerken, die in den beiden Hamburger Museen aufbewahrt werden, als auch Beiträge allgemeiner Art zu Kunstgeschichte und Kunsttheorie. Zudem wird fast jeder Band von Personalia eingeleitet: Festreden, Gedenkworte oder Würdigungen von Personen, die mit dem Hamburger Kulturleben besonders verbunden sind wie beispielsweise Gertrud Bing, Carl Georg Heise, Alfred Lichtwark, Lise Lotte Möller, Erwin Panofsky, Gustav Pauli und Aby Warburg.